# AT-4

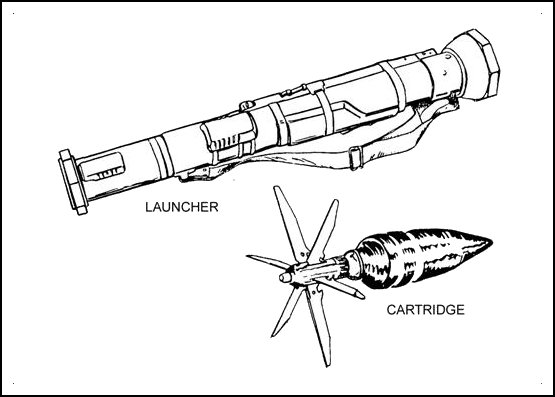
Lançador AT-4 e projétil

O AT-4 (também AT4, AT4 CS, AT4-CS, ou AT-4CS) é uma arma de 84 mm não guiada, portátil, de único tiro, sem recuo e de tubo (cano) liso produzida na Suécia pela Saab Bofors Dynamics (anteriormente Bofors Anti-Armour Systems) desde o final da década de 1980, após vários testes utilizando protótipos da AT4. A Saab teve um considerável sucesso de vendas com o AT4, tornando-o uma das mais comuns armas anticarro individuais do mundo.

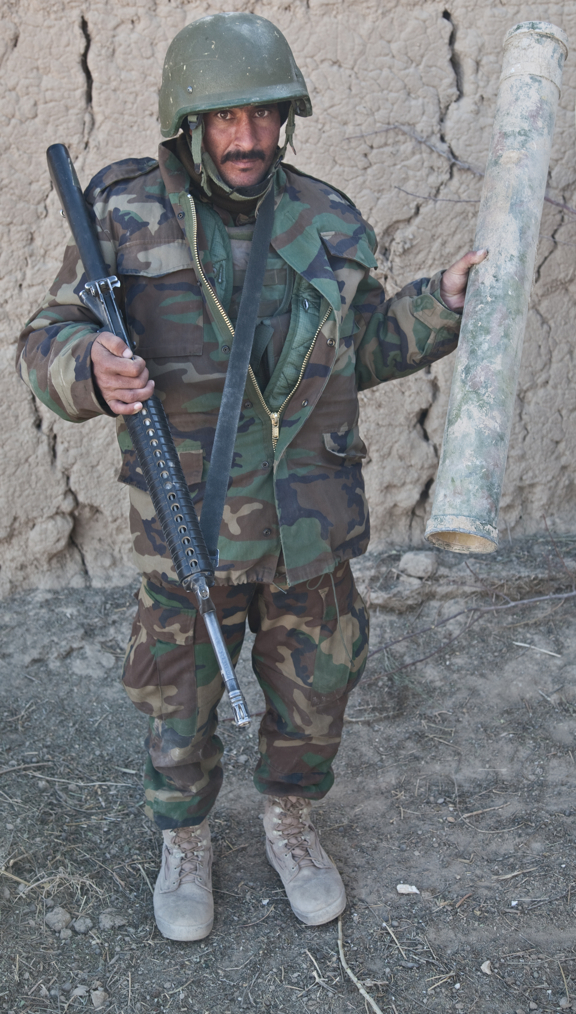
Um soldado afegão mostrando o tubo condutor de um AT-4 disparado.

A designação "CS" representa o "espaço confinado" referindo-se à carga propelente, sendo projetado para operar de forma eficaz dentro de edifícios em um ambiente urbano. Pretende-se dar às unidades de infantaria um meio para destruir ou incapacitar veículos blindados e fortificações , embora geralmente não sendo  geralmente suficiente para derrotar um moderno carro de combate (MBT). O lançador e o projétil são fabricados pré-embalados e enviados como uma única unidade de munição, com o lançador descartado após uma única utilização.

## Ficha técnica
- Lança-rojão AT - 4
- Calibre: 84mm
- Peso: 6,7 kg
- Comprimento: 1 m
- Emprego: Coletivo
- Funcionamento: Tiro simples
- Tipo: Portátil
- Velocidade inicial: aproximadamente 250 m/s
- Alcance eficaz: 300m
- Alcance máximo: 2100m
- Empresa: FFV ORDNANCEFDP
- Origem: Suécia

## O armamento é disposto em 11 partes principais
- difusor
- pino de segurança
- coronha
- alavanca de armar
- botão de disparo
- tecla de segurança
- alça de mira
- massa de mira
- punho
- coifa
- tubo